# Рівненська ЗОШ №3
Рівненська гімназія №3 — найстаріший навчальний заклад Рівного.

## Історія школи
Збудована 1907 року. На початку існування була спочатку чотирикласним, потім двокласним училищем. З 1917 року за сприяння Центральної Ради вперше в місті в закладі навчання велося українською мовою.
Після Ризького мирного договору 1921 року частина українських земель включно з Рівним були окуповані Польщею, школа мала ім'я Генрика Сенкевича, навчання велося польською мовою. Під час другої світової війни приміщення школи використовувалося для навчання дітей командного складу Червоної Армії.

### Директор школи
- 1920-ті роки — Бичківський Яків Федорович;
- 1930-ті роки — Гермашевська Антоніна;
- лютий—квітень 1944 року — Гродицький Микола Якович;
- квітень—серпень 1944 року — Данциг Мартин Янович;
- серпень 1944 року — Чуйков Дмитро П.;
- серпень 1945—січень 1946 років — Брижань Іван Дмитрович;
- січень—серпень 1946 року — Боровик Йосип С.;
- серпень 1946—1951 року — Нікулін Веніамін Йосипович;
- 1951—1957 роки — Михайленко Афанасій Іванович;
- 1957—1974 роки — Сафонов Геннадій Пилипович;
- 1974—1991 роки — Пермяков Віталій Семенович;
- 1991—1996 роки — Мацелюх Анатолій Васильович;
- 1996—2005 роки — Панасюк Марія Михайлівна;
- 2005—донині — Тимощук Ольга Захарівна.

## Історія та архітектура
Будівля школи зведена міською управою у 1907 році на передмісті «Америка» (сучасний район пивзаводу).
У 1912 році Рівненська міська Дума надала цей будинок для чотирикласного міського училища; з 1914 року тут розміщувалось двокласне вище початкове училище; з 1917 року — функціонувала Перша вища початкова школа, навчання в якій — вперше у Рівному — велося українською мовою.
Рівненська початкова школа діяла в часи Української держави (1918 р.) та в період Директорії (1919 р.).
Впродовж 1922—1926 років школа утримувалась за рахунок Польської держави як публічна 7-класна школа № 1.
На початку 1930-х років колишня «семикласівка» влилася в систему польських загальноосвітніх шкіл і була перетворена на «повшехну» (загальноосвітню) імені Генрика Сенкевича з польською мовою викладання.
Наприкінці 1920-х років була здійснена реконструкція шкільної будівлі, спрямована на розширення її функцій та зміну архітектурної стилістики. Архівні креслення, датовані 1928 роком, свідчать, що проєктом передбачалась одноповерхова прибудова до центральної частини П-подібного об'єму зі сторони двору, де розмістились «гімнастична зала» з роздягальнею, душовою і загальним гардеробом, а також — зі сходовою кліткою, що веде на другий поверх. Поява в будівлях шкіл приміщень для занять фізкультурою — характерне явище для нового шкільного будівництва у Другій Речі Посполитій міжвоєнного періоду, ознака нової державної політики стосовно усестороннього розвитку молодого покоління громадян.
Зі сторони головного фасаду будинку, на його головній осі, з'явився плоский ризаліт, декорований п'ятьма пілястрами спрощеного тосканського ордеру, звершений аттиковою стінкою з прорізаними в ній півциркульними отворами. Такий класицистичний прийом часто використовувався у 1920-х роках в архітектурних вирішеннях громадських будівель у Другій Речі Посполитій. Збережена проєктна документація подає і другий варіант декорування, із застосуванням елементів необароко на аттиковій стінці (волют), який не був прийнятий до реалізації.
Можна припустити, що первинно архітектура школи являла собою зразок «цегляного стилю», про що свідчить збережене деталювання на дворових фасадах, а після реконструкції кінця 1920-х років поверхні головного, бічних фасадів та архітектурні деталі були оштукатурені, що стало свідченням впливів неокласицистичних стилістичних тенденцій.
З початком Другої світової війни приміщення школи використовувалося для навчання дітей командного складу Червоної Армії, а з 1944 року — тимчасово для занять учнів 7-річної школи № 6. З 1954 р. — функціонує як середня школа № 3 (сьогодні — Рівненська державна загальноосвітня школа I—III ступенів № 3).